# Byske landskommun
Byske landskommun var en tidigare kommun i Västerbottens län. Centralort var Byske och kommunkod 1952-1966 var 2415.

## Administrativ historik
Byske landskommun bildades genom en utbrytning ur Skellefteå landskommun den 1 januari 1875. Den 8 maj 1931 inrättades Byske municipalsamhälle inom kommunen.
Kommunreformen 1952 påverkade inte indelningarna i området, då varken Västerbottens eller Norrbottens län berördes av reformen. Den 31 december 1957 upplöstes Byske municipalsamhälle.
Den 1 januari 1967 uppgick kommunen i Skellefteå stad. Sedan 1971 tillhör området den nya Skellefteå kommun.

### Kyrklig tillhörighet
I kyrkligt hänseende tillhörde kommunen Byske församling och Fällfors församling.

## Kommunvapnet
Blasonering: I fält av silver tre bjälkvis ordnade, röda nätnålar. 
Detta vapen fastställdes av Kungl. Maj:t den 25 juli 1963. Se artikeln om Skellefteå kommunvapen för mer information.

## Geografi
Byske landskommun omfattade den 1 januari 1952 en areal av 1 187,83 km², varav 1 090,91 km² land.

### Tätorter i kommunen 1960
| Tätort           | Folkmängd |
| ---------------- | --------- |
| Byske            | 1 136     |
| Ostvik           | 278a      |
| Södra Drängsmark | 275b      |
| Fällfors         | 271       |

Tätortsgraden i kommunen var den 1 november 1960 26,3 procent.

## Politik

### Mandatfördelning i valen 1938-1962
|  | 18 | 8 | 13 |

| 40 |

| 13 | 7 | 10 |

| 30 |

|  | 12 | 4 | 7 | 6 |

| 30 |

|  | 18 | 7 | 8 | 6 |

| 40 |

|  | 19 | 7 | 6 | 7 |

| 38 |

|  | 18 | 8 | 6 | 7 |

| 37 |

|  | 19 | 8 | 6 | 6 |

| 38 |